# Adriana Samuel
Adriana Samuel Del Negro Gonçalves (Resende, 12 de abril de 1966), publicamente conhecida como Adriana Samuel, é uma ex-jogadora de voleibol de praia brasileira, duas vezes medalhista olímpica. Atualmente, é empresária, palestrante e empreendedora social, sendo responsável pela fundação e gestão de diversos projetos de natureza socioesportiva.
Uma das grandes pioneiras do vôlei de praia feminino no Brasil, Adriana entrou para a história ao conquistar a inédita Medalha de Prata na Olimpíada de Atlanta, em 1996, e a Medalha de Bronze na Olimpíada de Sydney, em 2000.
Campeã mundial em Haia em 1993 e duas vezes medalhista olímpica, a atleta desempenhou, em sua trajetória desportiva, um papel fundamental para a disseminação da modalidade e a consolidação do movimento olímpico no Brasil.
Atualmente, Adriana Samuel é empresária, dedicando-se a uma série de empreendimentos de natureza socioesportiva. Gestora na iniciativa Time Petrobras, trabalha junto a nomes consagrados nas Olimpíadas e Paraolimpíadas para a formação de novas gerações de atletas brasileiros.
Grande promotora do esporte como elemento transformador da sociedade e formador de cidadãos, Adriana atua, em 2024, à frente de uma variada gama de 7 projetos esportivos de inclusão social patrocinados por grandes marcas.

## Carreira
Iniciou no voleibol aos doze anos de idade, atuando pela escolinha do Círculo Militar da Praia Vermelha. Logo depois, ingressou no Botafogo FR a convite do treinador Marco Aurélio Motta. Talento nato, logo conquistou posição na Seleção Brasileira, disputando o Mundial Sub-20 de 1985 (4° lugar) e o Mundial de 1986 (5°).
Transicionou, então, para o vôlei de praia, formando com Mônica Rodrigues uma das primeiras e mais consagradas parcerias da história da modalidade no Brasil. Já em 1993, a dupla formada com Mônica conquistou a Medalha de Ouro nos Jogos Mundiais, disputados naquele ano na cidade holandesa de Haia. Nesse mesmo ano, a dupla conquistou também o título do Circuito Brasileiro de Vôlei de Praia.
Em 1994, Adriana Samuel e Mônica Rodrigues foram a primeira dupla do Brasil, em ambos os sexos, a conquistar uma etapa do Circuito Mundial. Jogando em Santos, as brasileiras venceram a dupla norte-americana Liz Masakayan e Karolyn Kirby na partida final, coroando, assim, o ciclo vitorioso do ano como campeãs da temporada do Circuito Mundial de Voleibol de Praia.
Na Olimpíada de Atlanta, esta mesma parceria as levaria à grande final olímpica do vôlei de praia, enfrentando outra dupla brasileira, composta por Jackie Silva e Sandra Pires. Nesta feita, Adriana e Mônica subiriam ao pódio junto à dupla desafiante, ostentando a Medalha de Prata e consagrando-se, assim, como as primeiras mulheres do Brasil a conquistar medalhas na história das Olimpíadas.
Em 1998, Adriana foi convidada por uma das campeãs, Sandra Pires, a formar uma nova dupla. Nesse mesmo ano, Adriana e Sandra seriam campeãs do Circuito Brasileiro de Vôlei de Praia. Classificaram-se para a Olimpíada de Sydney, na Austrália, na qual conquistaram a Medalha de Bronze, vencidas apenas na semifinal pela dupla medalhista de Ouro composta pelas australianas Natalie Cook e Kerri-Ann Pottharst. Na disputa pelo Bronze, Adriana e Sandra derrotaram a dupla japonesa Takahashi e Saiki por 2 a 0 (12/4 e 12/6), conquistando a segunda medalha olímpica de ambas.
Curiosamente, anos mais tarde, Adriana declararia em entrevista orgulhar-se ainda mais da conquista da sua Medalha de Bronze em Sydney que da sua própria Medalha de Prata conquistada em Atlanta:
“ É curioso porque tenho um carinho maior pelo bronze de Sidney. É óbvio que fazer uma final olímpica é para poucos, porém, como eu e Mônica perdemos a final em Atlanta, só fomos curtir mesmo a medalha e ter a dimensão do que significou estar em uma final olímpica algum tempo depois. Já na Austrália, eu e Sandra vibramos muito no pódio. Eu tinha rompido a panturrilha direita faltando um mês para os Jogos e sequer tínhamos a vaga garantida. De repente me vi nas quartas de final contra May e McPeak, as melhores do mundo na época. Jamais tínhamos vencido um jogo delas e as derrotamos por 16 a 14 no tie-break. Este foi o jogo da minha vida. A medalha que veio depois coroou minha carreira. ”
Campeã mundial em Haia em 1993 e duas vezes medalhista olímpica, nas Olimpíadas de Atlanta (1996) e de Sydney (2000), Adriana Samuel legou, através da sua trajetória vitoriosa, uma contribuição fundamental para a consolidação do vôlei de praia e do movimento olímpico no Brasil.
Após sua laureada carreira nas praias, aposentou-se oficialmente do esporte profissional em dezembro de 2001. Desde então, Adriana enveredou pelo ramo dos negócios e do empreendedorismo, alcançando reconhecido sucesso como empresária.

## Legado social
Fascinada pelo impacto transformador do esporte sobre as vidas de pessoas e comunidades inteiras, Adriana Samuel promove e desenvolve uma série de ambiciosos projetos de cariz socioesportivo espalhados pelo Brasil.
Empreendedora social atuando há 19 anos no mercado esportivo, Adriana conta, em seu portfólio, com uma ampla gama de projetos, incluindo iniciativas sociais, gerenciamento de carreira e formação de times de atletas.
Em 2004, Adriana criou a Escolinha de Vôlei de Praia Adriana Samuel na Praia de Copacabana, projeto inclusão social do bairro carioca homônimo. Em 2014, inaugurou o segundo núcleo de sua Escola de Vôlei, no Parque da Vizinhança Dias Gomes, no bairro carioca de Deodoro. Em 2018, Adriana inaugurou, no Clube dos Servidores Municipais do Rio de Janeiro, o primeiro núcleo do projeto “Sem Barreiras”, oferecendo à população atendida aulas de voleibol, judô e atletismo. Em 2022 , na comunidade da Rocinha, Adriana deu vida ao inovador Gaming Parque, um amplo projeto social com jogos eletrônicos, além de inaugurar o segundo núcleo do projeto “Sem Barreiras” em Lins de Vasconcelos. Já em 2023, após 19 anos da inauguração de seu primeiro projeto social, Adriana estreia seu primeiro projeto fora do Estado do Rio de Janeiro, levando o projeto Gaming Parque para a capital capixaba, Vitória, na comunidade do Bonfim.
Atualmente, Adriana está à frente de 5 projetos sociais, com previsão de inauguração de ainda mais dois núcleos da sua Escola de Vôlei, um previsto para Maricá e o outro previsto para Armação dos Búzios.
Desde 2015, Adriana está à frente do Time de Atletas Petrobras, projeto de patrocínio a atletas e paratletas de alto rendimento. O Time Petrobras marcou presença na Olimpíada do Rio de Janeiro, representado por 15 atletas, e na Olimpíada de Tóquio, representado por 25 atletas. Para a Olimpíada de Paris, em 2024, estima-se a participação de mais de 45 atletas do projeto.

## Vida pessoal
Irmã do também jogador profissional de voleibol Tande e do empresário Marcelo Samuel, Adriana é discreta no concernente à sua vida pessoal. Casada desde 1995 com o treinador profissional de voleibol Marcelo "Alemão", é mãe de dois filhos: Tom, nascido em 15 de Janeiro de 2004, e Mila, nascida em 29 de Janeiro de 2006.